# Krystyna de Massy
Christine Alix de Massy, baronowa Massy (ur. 8 lipca 1951 w Monako, zm. 15 lutego 1989 w Nicei), wnuczka księcia Pierre’a de Polignac i księżnej Charlotte Grimaldi, córka Alexandre Noghes i księżnej Antoinette Grimaldi.

## Dzieciństwo i młodość
Krystyna urodziła się 8 lipca 1951 w Monako. Jej rodzicami byli tenisista oraz prawnik pochodzący z Monako, Alexandre Noghes i jego druga żona, Antoinette Grimaldi, księżna Monako. Jej rodzice w roku jej narodzin zawarli związek małżeński. Miała dwoje rodzeństwa, siostrę Elżbietę (ur. 1947) i brata Krystiana (ur. 1949). Jej dziadkami ze strony matki byli Pierre de Polignac, hrabia Polignac oraz jego żona, Charlotte Grimaldi. Brat jej matki, Rainier III Grimaldi i jej kuzyn w pierwszej linii Albert II Grimaldi pełnili funkcję książąt Monako.

## Małżeństwa i rodzina
14 lutego 1972 roku Krystyna poślubiła w Monako Karola Wayne’a Knecht (ur. 23 listopada 1944 w Filadelfii), który był kuzynem jej ciotki, księżnej Grace Grimaldi. Małżonkowie doczekali się syna, Sebastiana, który przyszedł na świat 24 sierpnia 1972 roku. Para rozwiodła się w 1976 roku.
Drugim mężem Krystyny został Leon Leroy. Ślub miał miejsce 25 marca 1988. Małżeństwo trwało bardzo krótko, kobieta zmarła niespełna rok później.
Baronowa nie doczekała narodzin swojej pierwszej wnuczki, które miały miejsce w 2000 roku. Dziewczynka otrzymała imię na cześć przedwcześnie zmarłej babci, Krystyna Knecht. Pozostałe trzy córki jej syna to: Aleksja Knecht, Wiktoria Knecht i Andrea Knecht.

## Członkini rodziny książęcej
W dniu narodzin Krystyna była dzieckiem nieślubnym, jednak jej rodzice pobrali się w 1951 roku. Tym samym dziewczyna zyskała miejsce w liście sukcesji tronu Monako, na którym pragnęła zasiąść jej matka (nie mogła pogodzić się z tym, że miejsce to zajął jej młodszy brat Rainier III, zgodnie z zasadą primogenitury). Krystyna zajmowała miejsce za swoją starszą siostrą Elżbietą, a potem za jej córką Melanią. Kobieta zmarła w 1989 roku, szesnaście lat przed tym, jak rodzina de Massy ostatecznie straciła prawa do monakijskiego tronu po śmierci księcia Rainiera III.

## Choroba i śmierć
Krystyna zmarła 15 lutego 1989 we francuskiej Nicei. Chorowała na białaczkę. Miała zaledwie 37 lat. Jej syn był wówczas piętnastoletnim chłopcem. Została pochowana w kaplicy w Monako.